# Metabolismo social
El metabolismo social o metabolismo socioeconómico es el conjunto de flujos de materiales y de energía que se producen entre la naturaleza y la sociedad, y entre distintas sociedades entre sí, llevados a cabo con una forma cultural específica.
Los procesos metabólicos sociales comienzan con la apropiación por parte de los seres humanos de materiales y energía de la naturaleza. Estos pueden ser transformados y circular para ser consumidos y finalmente excretados de nuevo a la propia naturaleza. Cada uno de estos procesos tiene un impacto ambiental diferente dependiendo de la manera en la que se realizan, la cantidad de materiales y energía implicados en el proceso, el área donde se produce, el tiempo disponible o la capacidad de regeneración por parte de la naturaleza.
A pesar de que gran parte de los estudios sobre metabolismo social se reducen a la entrada y salida de materiales y energía de un Estado (importaciones y exportaciones) por la facilidad de acceso a la información sobre transacciones mercantiles, el metabolismo social también se ocupa de estudiar en detalle otros procesos metabólicos, como los efectuados en sociedades más pequeñas, los servicios que la naturaleza presta a los seres humanos, así como la forma cultural concreta que las personas adoptan al desarrollar cada proceso.